# Marketing de contenu

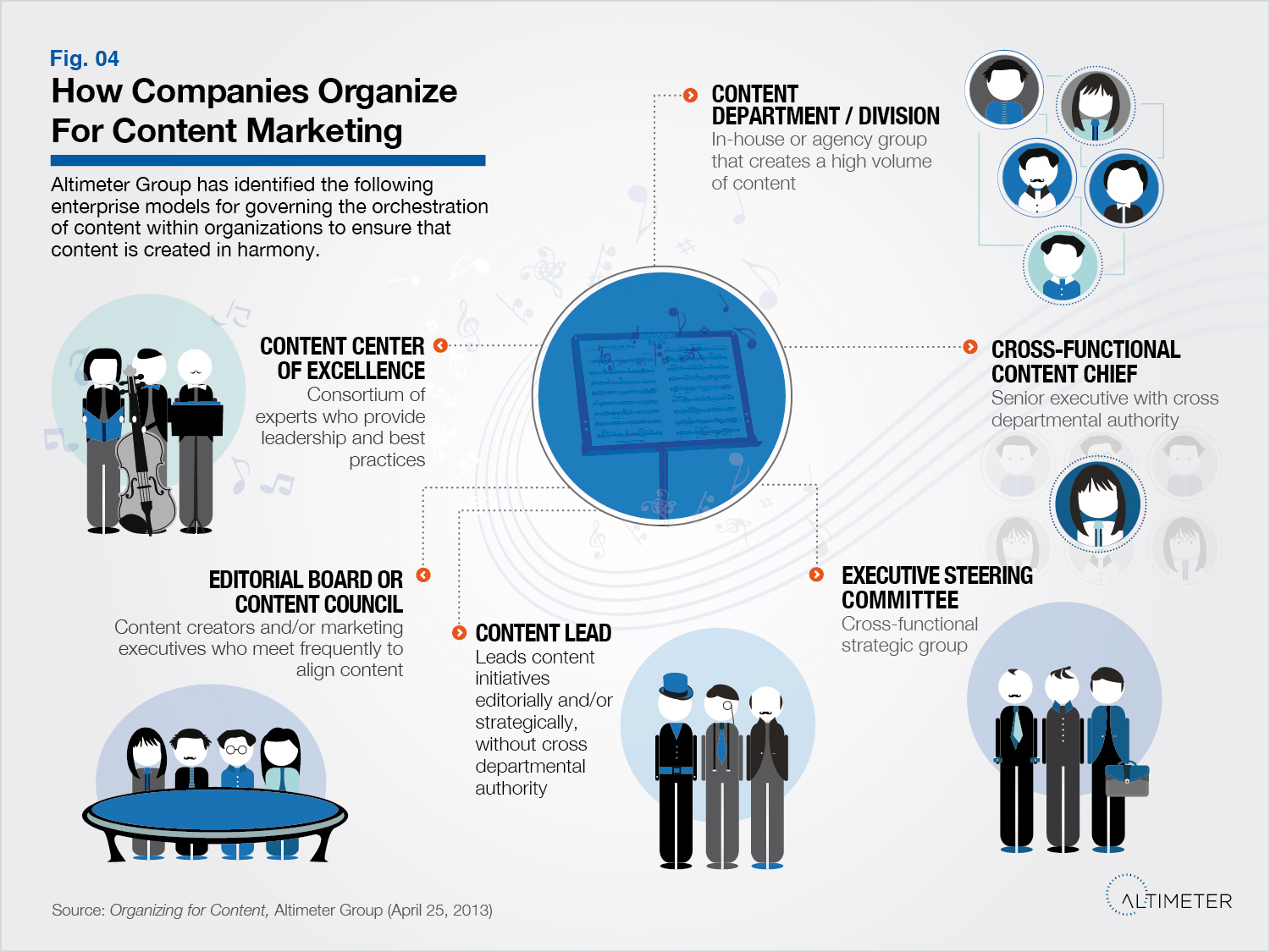
Marketing de contenu

Le marketing de contenu ou contenu de marque (content marketing)  est une discipline marketing qui implique la création et la diffusion, par une marque, de contenus médias dans le but de développer son activité. Ces contenus informatifs, utiles ou ludiques, peuvent être présentés sous forme de nouvelles, vidéos, livres blancs, livres numériques, infographies, études de cas, guides pratiques, systèmes de questions-réponses, photos, forums, blogs d'entreprises, etc.
Le marketing de contenu associe une logique de communication de marque à une offre média traditionnelle.
L'objectif principal du marketing de contenu est de fournir un contenu utile et engageant qui renforce la confiance et les relations avec des clients potentiels, plutôt que de promouvoir directement un produit ou un service. Cette approche peut aider à établir une entreprise ou une marque en tant que leader d'opinion dans son secteur, et peut finalement conduire à une augmentation de la notoriété de la marque, du trafic sur le site Web, des prospects et des ventes.
Le marketing de contenu est particulièrement développé sur le web où il se distingue de la publicité traditionnelle qui consiste à afficher des messages publicitaires sous forme de bannières sur des sites internet. Les entreprises écrivent notamment de véritables scénarios de storytelling sur leurs sites diffusant sur les réseaux sociaux où elles peuvent engager une véritable conversation avec leur communauté de fans ou leurs clients.

## Finalités
Le marketing de contenu ne se concentre pas sur la vente, mais sur la communication avec les clients et prospects par le biais de programmes qui valorisent des éléments du capital de la marque (ex : responsabilité sociétale, patrimoine culturel, capacité à innover). Cette communication marketing se distingue ainsi de la publicité qui doit faire vendre (spot, bannière publicitaire, placement de produit) ou du sponsoring qui apporte de la visibilité pour une marque. De la même manière que pour la publicité, il est possible de mesurer le retour sur investissement d'une stratégie de contenu, celle-ci ayant pour but in fine de générer une opportunité commerciale.

### Métriques
Les entreprises espérant atteindre non seulement un plus grand nombre, mais aussi de nouveaux types de clients en ligne, doivent prêter attention aux caractéristiques démographiques, culturelles, géographiques et comportementales des nouveaux visiteurs.

## Histoire
- 1895 : John Deere lance le magazine The Furrow, fournissant des informations aux agriculteurs sur la manière d'être plus rentable. La publication, considérée comme le premier « magazine sur mesure », est toujours en circulation, atteignant 1,5 million de lecteurs dans 40 pays et dans 12 langues différentes[3].
- 1900 : Michelin lance le Guide Michelin, offrant des informations aux conducteurs automobiles sur l'entretien automobile, l'hébergement et des conseils de voyage. La première édition distribue gratuitement 35 000 exemplaires[4].
- 1904 : les vendeurs de Jell-O font du porte-à-porte, distribuant leurs livres de cuisine gratuitement[5].
- 1987 : Lego lance son magazine Brick Kicks[5]

## Source
- (en) Cet article est partiellement ou en totalité issu de l’article de Wikipédia en anglais intitulé « Content marketing » (voir la liste des auteurs).